# Counter-Strike 2
Counter-Strike 2 este un joc first-person shooter tactic dezvoltat și publicat de Valve în 2023. Este a cincea intrare în seria Counter-Strike, dezvoltată ca o versiune actualizată a intrării anterioare, Counter-Strike: Global Offensive (2012). Jocul a fost anunțat pe 22 martie 2023 și a fost lansat pe 27 septembrie 2023, pentru Windows și Linux, înlocuind Global Offensive pe Steam.
Ca și predecesorul său, jocul pune față în față două echipe, Contrateroriștii și Teroriștii, în diferite moduri de joc bazate pe obiective; sunt incluse și moduri de joc suplimentare care se îndepărtează de această configurație. Counter-Strike 2 prezintă îmbunătățiri tehnice majore față de Global Offensive, inclusiv o trecere de la motorul de joc Source la Source 2, grafică îmbunătățită și o nouă arhitectură de server „sub-tick”. În plus, multe hărți din Global Offensive au fost actualizate pentru a profita de caracteristicile Source 2, unele hărți primind revizuiri complete.
La lansare, Counter-Strike 2 a primit recenzii în general favorabile din partea criticilor. În schimb, recepția jucătorilor a fost mixtă, iar jocul a primit mii de recenzii negative din partea utilizatorilor pe Steam, devenind unul dintre cele mai slab cotate titluri Valve de pe platformă; criticile au vizat performanța jocului, eliminarea mai multor caracteristici care au fost prezente în Global Offensive și întreruperea suportului pentru sistemul de operare macOS, care a fost susținut de Global Offensive.